# Мартина Йорданова
Мартина Йорданова е български доброволец и мениджър на проекти, основател на инициативите „Капачки за бъдеще“ и „Дарения за ученици“.

## Биография
Родена е в град Варна. Завършва Варненска търговска гимназия „Георги Стойков Раковски“ и бакалавърска степен по икономика във Варненския свободен университет. На 25-годишна възраст се премества в София, където завършва магистратура по същата специалност. До 2018 г. се занимава с реклама, организиране на събития и връзки с медиите. От 2018 г. живее във Велико Търново, където работи като мениджър на проекти в Националната овцевъдна и козевъдна асоциация и координатор на събора в Рожен. Омъжена е, има един син.

## Доброволческа дейност
През юни 2017 г. Мартина се включва в групата за безплатни кондиционни тренировки, организирана и ръководена доброволно от Лазар Радков в Южния парк в София. Лазар предлага да събират пластмасови капачки и да направят „нещо готино“. Мартина веднага приема идеята с голям ентусиазъм и намира стар багажник от автомобил, в който участниците в тренировките започват да събират капачките. В края на септември убеждават приятели и познати да дарят средства и организират събитие в социалните мрежи в интернет. Още през първата нощ събитието привлича над 2000 участници, а след 2 седмици те са почти половин милион. Мартина се свързва със Столична община, за да получи разрешение за организиране на пункт за събиране на капачките. Дарителите събират 10 тона капачки. Когато питат участниците в социалните мрежи какво да се закупи със събраните средства, хората единодушно решават: кувьоз! Организаторите на събитието купуват първия кувьоз и го даряват на болницата в Червен бряг. Така се ражда инициативата „Капачки за бъдеще“.